# الکساندریا کرزیوولاسکا
الکساندریا کرزیوولاسکا (به لاتین: Aleksandria Krzywowolska) یک منطقهٔ مسکونی در لهستان است که در Gmina Rejowiec واقع شده‌است.

## خصوصیات
الکساندریا کرزیوولاسکا ۱۴۰ نفر جمعیت دارد.